# Thessalia fulvia
Thessalia fulvia är en fjärilsart som beskrevs av Edwards 1879. Thessalia fulvia ingår i släktet Thessalia och familjen praktfjärilar. Inga underarter finns listade i Catalogue of Life.